# Colibrí guainumbí
El colibrí guainumbí (Polytmus guainumbi) és una espècie d'ocell de la família dels troquílids (Trochilidae) que habita sabanes i praderies de les terres baixes, per l'est dels Andes des de l'est de Colòmbia, Veneçuela, Trinitat i Tobago i Guaiana, cap al sud, a través de l'et del Brasil fins l'extrem sud-est del Perú, el Paraguai, nord-est de l'Argentina i nord i est de Bolívia.